# Zózimo
Zózimo Alves Calazans, beter bekend als Zózimo (Salvador, 19 juni 1932 – Rio de Janeiro, 17 juli 1977) was een Braziliaans voetballer en voetbaltrainer. Zózimo werd met Brazilië tweemaal wereldkampioen.

## Carrière
Zózimo maakte vooral furore bij Bangu, voor wie hij meer dan 450 wedstrijden in het eerste elftal speelde. Als speler van Bangu nam hij mee aan twee WK's: 1958 en 1962. Brazilië won beide edities, waardoor Zózimo tot het beperkte kransje hoort van spelers die tweemaal wereldkampioen werden (enkel Pelé doet beter met drie wereldtitels). Tijdens de finale in 1958 zat hij nog op de bank, maar in 1962 was hij tegen Tsjecho-Slowakije van de partij.
In 1965 trok Zózimo na veertien jaar de deur achter zich dicht bij Bangu. Hij kwam in Brazilië nog uit voor Flamengo, Fluminense, Portuguesa en Guarantinquetá. Na zijn Braziliaanse periode trok Zózimo daarna naar het buitenland, waar hij in Peru en El Salvador ging spelen. Met Flamengo won hij in 1965 de Campeonato Carioca, het voetbalkampioenschap van de Braziliaanse staat Rio de Janeiro.
Na zijn spelerscarrière was Zózimo ook even actief als trainer. Hij overleed op 17 juli 1977, vier weken na zijn 45e verjaardag, in Rio de Janeiro bij een auto-ongeluk.

## Erelijst
Bangu
- Torneio Início do Rio-São Paulo: 1951
- Torneio Início do Campeonato Carioca: 1955

 Flamengo
- Campeonato Carioca: 1965

 Brazilië
- Wereldkampioenschap voetbal: 1958, 1962

1 Castilho ·
2 Bellini  ·
3 Nílton Santos ·
4 Djalma Santos ·
5 Dino Sani ·
6 Didi ·
7 Zagallo ·
8 Oreco ·
9 Zózimo ·
10 Pelé ·
11 Garrincha ·
12 Gilmar ·
13 Moacir ·
14 De Sordi ·
15 Orlando ·
16 Mauro Ramos ·
17 Joel ·
18 Altafini ·
19 Zito ·
20 Vava ·
21 Dida ·
22 Pepe ·
Coach: Feola
1 Gilmar ·
2 Djalma Santos ·
3 Mauro Ramos  ·
4 Zito ·
5 Zózimo ·
6 Nílton Santos ·
7 Garrincha ·
8 Didi ·
9 Coutinho ·
10 Pelé ·
11 Pepe ·
12 Jair Marinho ·
13 Bellini ·
14 Jurandir ·
15 Altair ·
16 Zequinha ·
17 Mengálvio ·
18 Jair ·
19 Vavá ·
20 Amarildo ·
21 Zagallo ·
22 Castilho ·
Coach: Moreira